# Eccellenza Marche 1991-1992
Il campionato italiano di calcio di Eccellenza regionale 1991-1992 è stato il primo organizzato in Italia. Rappresenta il sesto livello del calcio italiano.
Questo è il campionato organizzato dal Comitato Regionale Marche.

## Squadre partecipanti
| Squadra                         | Città (provincia)           |
| ------------------------------- | --------------------------- |
| A.S. Biagio Nazzaro             | Chiaravalle (AN)            |
| U.S. Castelfrettese             | Falconara Marittima (AN)    |
| S.S. Cerreto                    | Cerreto d'Esi (AN)          |
| U.S. Fabrianese                 | Fabriano (AN)               |
| U.S. Grottese                   | Grottazzolina (AP)          |
| A.S. Jesi Calcio                | Jesi (AN)                   |
| A.C Nuova Maceratese            | Macerata (MC)               |
| S.S. Monturanese Calcio         | Monte Urano (AP)            |
| U.S. Morrovalle                 | Morrovalle (MC)             |
| U.S. Osimana                    | Osimo (AN)                  |
| S.S. Olimpia Ostra Vetere       | Ostra Vetere (AN)           |
| S.S. Potenza Picena             | Potenza Picena (MC)         |
| S.S. Real Montecchio            | Sant'Angelo in Lizzola (PU) |
| U.S. Sangiorgese Calcio         | Porto San Giorgio (AP)      |
| A.C. Sangiustese                | Monte San Giusto (MC)       |
| U.S. Trodica                    | Morrovalle (MC)             |
| Pol. Vanni Lunano               | Lunano (PU)                 |
| P.G.S. Vigor S. Maria Apparente | Civitanova Marche (MC)      |

## Aggiornamenti
Al primo campionato di Eccellenza marchigiana parteciparono 18 squadre. Di queste, tre erano retrocesse dal Campionato Interregionale (Monturanese, Sangiorgese e Cerreto), la Jesina non era stata iscritta nel massimo torneo dilettantistico dopo la retrocessione dalla Serie C2 e 14 provenivano dal campionato di Promozione. Tra queste c'era la Nuova Maceratese, nuova entità nata dalla fusione tra Macerata e la storica S.S. Maceratese caduta in Terza Categoria.
Il torneo fu vinto proprio dalla Maceratese che riuscì ad avere la meglio nel finale sull'Osimana. La squadra giallorossa mancò per il secondo anno consecutivo la promozione. In coda alla classifica si verificò la seconda retrocessione consecutiva della Sangiorgese. Accompagnarono i neroazzurri in Promozione la Vigor Santa Maria Apparente e la Castelfrettese. L'alto numero di retrocessioni dall'Interregionale infine, provocò a catena la retrocessione di Ostra Vetere e Potenza Picena.

## Classifica finale
|  | Pos. | Squadra                  | Pt | G  | V  | N  | P  | GF | GS | DR  |
|  | ---- | ------------------------ | -- | -- | -- | -- | -- | -- | -- | --- |
|  | 1.   | Nuova Maceratese         | 49 | 34 | 17 | 15 | 2  | 44 | 20 | +24 |
|  | 2.   | Osimana                  | 48 | 34 | 17 | 14 | 3  | 43 | 20 | +23 |
|  | 3.   | Monturanese              | 47 | 34 | 18 | 11 | 5  | 46 | 24 | +22 |
|  | 4.   | Biagio Nazzaro           | 41 | 34 | 10 | 21 | 3  | 23 | 13 | +10 |
|  | 5.   | Jesi                     | 40 | 34 | 14 | 12 | 8  | 31 | 19 | +12 |
|  | 6.   | Real Montecchio          | 37 | 34 | 13 | 11 | 10 | 31 | 24 | +7  |
|  | 7.   | Fabrianese               | 37 | 34 | 11 | 15 | 8  | 35 | 29 | +6  |
|  | 8.   | Cerreto                  | 37 | 34 | 13 | 11 | 10 | 44 | 40 | +4  |
|  | 9.   | Trodica                  | 37 | 34 | 12 | 13 | 9  | 30 | 28 | +2  |
|  | 10.  | Grottazzolina            | 31 | 34 | 9  | 13 | 12 | 27 | 31 | -4  |
|  | 11.  | Sangiustese              | 31 | 34 | 10 | 11 | 13 | 26 | 36 | -10 |
|  | 12.  | Morrovalle               | 30 | 34 | 8  | 14 | 12 | 27 | 32 | -5  |
|  | 13.  | Vanni Lunano             | 30 | 34 | 7  | 16 | 11 | 28 | 38 | -10 |
|  | 14.  | Potenza Picena           | 28 | 34 | 7  | 14 | 13 | 30 | 45 | -15 |
|  | 15.  | Olimpia Ostra Vetere     | 27 | 34 | 6  | 15 | 13 | 27 | 36 | -9  |
|  | 16.  | Castelfrettese           | 23 | 34 | 6  | 11 | 17 | 23 | 37 | -14 |
|  | 17.  | Vigor S. Maria Apparente | 21 | 34 | 8  | 5  | 21 | 30 | 47 | -17 |
|  | 18.  | Sangiorgese              | 18 | 34 | 2  | 14 | 18 | 9  | 35 | -26 |

## Verdetti finali
- Maceratese promossa al C.N.D.
- Potenza Picena, Ostra Vetere, Castelfrettese, Vigor S.M.A. e Sangiorgese retrocesse in Promozione.